# Křesťanská akademie Řím
Křesťanská akademie Řím patří mezi nejstarší česká exilová nakladatelství.

## Historie
Počátky Křesťanské akademie Řím spadají do konce května 1950. Byla ustavena jako studijní a ediční ústav Cyrilometodějské ligy, nedlouho předtím založené v Londýně. Duchovním otcem vydavatelství byl prof. Karel Vrána. Křesťanská akademie sídlila v Nepomucenu v Římě. Jádro vydavatelské činnosti spočívalo ve dvou edičních řadách – Vigilie (od 1953 dosud, do roku 1989 vydáno 70 svazků) a Studium (od 1951 dosud, v roce 2011 vyšel 195. svazek). Množství svazků knižnic Studium a Vigilie vyšlo ve spolupráci s dalšími exilovými nakladatelstvími a spolky (CCC Haarlem, Kruh přátel českého baroka, Opus Bonum, Speranza, Stojanov).
Další ediční řady: „modrá řada“ (1960–1968, zjištěno 9 svazků); Druhý vatikánský sněm (1967–1988, 11 svazků); Sůl země (1967–1989, 13 svazků); náboženská edice (název vždy uváděn s malým začátečním písmenem, 1967–1990, 100 svazků); Katechetická edice (1968–1971, 8 svazků, většinou určena dětem); Skála (1976–1986, 14 svazků).
Křesťanská akademie sídlila na adrese Via Concordia č. 1 v Římě. Do roku 1989 vydala celkem cca 280 publikací. Náklad se obvykle pohyboval mezi 400 a 1000 výtisků. Nejčastěji spolupracovala s tiskárnou Pontificia Universita Gregoriana (P. U. G.) v Římě, později též s PRO v Římě a s tiskárnou Prostampa.
Od devadesátých let se vydavatelská činnost Křesťanské akademie omezila na koprodukci s nakladatelstvími, která do svých edičních plánů zařazují jednotlivé svazky dvou základních knižnic Křesťanské akademie a rámcově respektují jejich programové vymezení. Přenesla do Česka postupně veškeré své aktivity a v roce 2006 pod názvem Křesťanská akademie Řím přijala právní formu občanského sdružení se sídlem v Praze.

## Edice Vigilie
Edice, ve které vyšlo do roku 1989 70 svazků, byla určena pro původní exilovou i domácí básnickou a prozaickou tvorbu. Vyšlo např.:
- Svatý Václav, sborník, 1953
- Jan Čep: Květinové dni, 1953
- Zdrávas Maria, sborník, 1954
- Věra Stárková: Kniha samoty, 1954
- Petr Den, Dva essaye z Počitadla, 1954

## Edice Studium
Edice (v letech 1951–1988 vyšlo 36 svazků, do roku 2008 193 svazků) byla určena převážně pro díla filozofická a esejistická:
- Victor White, Jak studovat, 1951
- Křesťanství a obnova společenského řádu, sborník, 1953
- Jan Čep, O lidský svět, 1953
- Ladislav Radimský, Rub a líc našeho národního programu v atomovém věku, 1959

## Náboženská edice
Různorodé náboženské tituly (liturgická i katechetická díla, církevní dějiny, modlitby, homiletika, katolická dogmatika, životopisy svatých) byly zahrnuty do náboženské edice; název je vždy uváděn s malým začátečním písmenem (v letech 1967–1990 vyšlo 100 svazků). Součástí edice byly tematická řada Druhý vatikánský sněm (1967–1988, 11 svazků) a hagiografická knižnice Sůl země (1967–1989, 13 svazků):
- Nový zákon (překlad O. M. Petrů)
- Římský misál na neděle a významnější svátky
- F. Joly: Co znamená věřit, 1967
- M. Quoist: Setkání, 1967
- A. Krchňák: Čechové na basilejském sněmu
- Se znamením kříže, 1967
- S. C. Lorit, Vypravování o životě papeže Jana, 1967
- 9. Romano Guardini: Modlitba Páně, 1967
- Život v Kristu, katechismus pro dospělé, 1968
- Thomas Merton: Hora sedmi stupňů, 1968
- 24. M. Luňáčková: Velká mše (životopis kardinála Josefa Berana), 1970
- 43. Tomáš Špidlík: Otčenáš, 1973
- 48. Jakub Loew: Ježíš nazývaný Kristus, 1975

## Edice Sůl země
- František Dvorník, Svatý Vojtěch: druhý pražský biskup, 1967
- Jaroslav Kadlec, Svatý Prokop: český strážce odkazu cyrilometodějského, 1968
- F. Dvorník, Svatý Václav: dědic České země, 1968
- Z. Kalista, Blahoslavená Zdislava z Lemberka
- B. Zlámal, Blahoslavený Jan Sarkander, moravský mučedník, 1969
- J. Polc, Jan Nepomucký, 1-2, 1972
- T. Říha, Svatý Norbert a jeho dílo, 1971
- B. Zlámal, Antonín Cyril Stojan. Apoštol křesťanské jednoty, 1973
- J. Beran, Blahoslavená Anežka Česká, 1974
- Z. Kalista, Ctihodná Marie Elekta Ježíšova. Po stopách španělské mystiky v českém baroku, 1975
- H.-I. Marrou, Svatý Augustin. Augustin a Augustiáni v českých zemích, I-II, 1979
- Bohumil Zlámal, Svatí Cyril a Metoděj, 1985
- J. Heinzmann, Svatý Klement Maria Hofbauer, 1989

## Katechetická edice
- Návrat k Otci. Příprava ke svátosti pokání, 1968
- Chléb života. Příprava k prvnímu svatému přijímání, 1969
- Přijď, Duchu svatý. Příprava k svátosti biřmování, 1970
- Mluv, Pane. Několik myšlenek o volbě povolání. 1970
- Jsme děti Boží. Omalovánky. Kresby sester Benediktinek z Cockfosters
- Mše svatá. Omalovánky. Kresby sester Benediktinek z Cockfosters
- Kristus Pán. Omalovánky. Kresby sester Benediktinek z Cockfosters
- H. Hollander: Katechetika. Metodologie náboženské výuky. 1971

## Edice Druhý vatikánský sněm. Dokumenty
- II. Vatikánský sněm. Příprava a průběh, 1966

## Edice Skála
V letech 1976–1986 vyšlo 14 svazků. V edici vycházely papežské encykliky, projevy a oficiální vatikánské dokumenty.
- 1. Radujte se. Apoštolská exhorta, 1976
- 2. Dialog s nevěřícími. Dokument Sekretariátu pro nevěřící, 1976
- 3. O některých otázkách pohlavní etiky. Prohlášení Posvátné kongregace pro nauku víry, 1976
- 4. O mariánské úctě. Apoštolská exhorta Pavla VI., Marialis cultus, 1977
- 5. PAULUS PP. VI., Hlásání evangelia, 1978
- 6. Vydávat svědectví radosti a lásky, Kristus – střed srdcí. Projevy Pavla VI., 1978
- 7. 33 dní úsměvu a pravdy. 26. 8. 1978 – 29. 9. 1978. Projevy Jana Pavla I., 1979 (spoluvydavatel Velehrad)
- 8. Vykupitel člověka. Encyklika Jana Pavla II. Redemptor hominis. 1979 (spoluvydavatel Velehrad)
- 9. Důstojnost lidské osoby je základem lidské spravedlnosti a míru. – Pravda je silou míru. – Projev a poselství Jana Pavla II., 1980. Obálkový název: Základ spravedlnosti a míru (spoluvydavatel Velehrad)
- 10. Kněžství a eucharistie. Dary Boží lásky. Dopisy Jana Pavla II. kněžím, 1981 (spoluvydavatel Velehrad)
- 11. Katecheze v církvi. Apoštolská exhorta Jana Pavla II., Catechesi tradendae. Katecheze v církvi, 1982 (spoluvydavatel Velehrad)
- 12. List mladým. Apoštolsky list Sv. Otce Jana Pavla II. mladým lidem celého světa u příležitosti Mezinárodního roku mládeže. 1985 (spoluvydavatel Velehrad)
- 13. Apoštolé Slovanů. Encyklika Jana Pavla II. Slavorum Apostoli. 1985 (spoluvydavatel Velehrad)
- 14. K Zelenému čtvrtku 1986. Dopis Jana Pavla II. všem kněžím církve. 1986 (spoluvydavatel Velehrad)